# آمار کسب‌وکار
آمار کسب و کار (انگلیسی: Business statistics) دانش تصمیم‌گیری در مواجهه با عدم اطمینان است و در بسیاری از رشته‌ها مانند تجزیه و تحلیل مالی، اقتصادسنجی، حسابرسی، تولید و عملیات، همچنین بهبود خدمات و تحقیقات بازاریابی استفاده می‌شود.